# Liga Premier de Bosnia y Herzegovina 2014-15
La Premijer Liga Bosnia y Herzegovina 2014-15 (Premijer Liga BH Telecom por motivos de patrocinio) fue la edición número 21 de la Premijer Liga. Inició el 8 de agosto del 2014 y finalizó el 30 de mayo de 2015.

## Sistema de campeonato
Los equipos juegan todos contra todos 30 fechas al término de las mismas el equipo que más puntos acumuló se consagró campeón y se clasificó a la Liga de Campeones de la UEFA 2015-16; los equipos que queden en segundo y tercer lugar se clasificaran a la Liga Europea de la UEFA 2015-16.
los 2 equipos con el menor puntaje descenderán a la Primera Liga de la República Srpska o a la Primera Liga de la Federación de Bosnia y Herzegovina
Un tercer cupo para la Liga Europea de la UEFA 2015-16 saldrá de la Copa de Bosnia y Herzegovina

## Ascensos y descensos
| Pos. | de Premijer Liga Bosnia y Herzegovina 2013/14 |
| ---- | --------------------------------------------- |
| 15.º | Rudar Prijedor                                |
| 16.º | Leotar Trebinje                               |

| Pos. | Ascendidos                                        |
| ---- | ------------------------------------------------- |
| 1.º  | Drina Zvornik (Liga República Srpska 2013-14)     |
| 1.º  | Sloboda Tuzla (Liga Federación de Bosnia 2013-14) |

## Datos de los clubes
| Club                   | Ciudad           | Estadio                       | Aforo  |
| ---------------------- | ---------------- | ----------------------------- | ------ |
| Borac                  | Banja Luka       | Gradski Stadion, Banja Luka   | 9,730  |
| Čelik Zenica           | Zenica           | Bilino Polje                  | 15,292 |
| Drina Zvornik          | Zvornik          | Gradski stadion, Zvornik      | 3,000  |
| Mladost Velika Obarska | Velika Obarska   | Gradski, Velika Obarska1      | 1,000  |
| Olimpik Sarajevo       | Sarajevo         | Stadion Otoka                 | 3,000  |
| Radnik Bijeljina       | Bijeljina        | Gradski stadion, Bijeljina    | 6,000  |
| Sarajevo               | Sarajevo         | Asim Ferhatović Hase (Kosevo) | 35,630 |
| Široki Brijeg          | Široki Brijeg    | Stadion Pecara                | 5,628  |
| Slavija                | Istočno Sarajevo | SRC Slavija                   | 6,000  |
| Sloboda Tuzla          | Tuzla            | Stadion Tušanj                | 9,000  |
| Travnik                | Travnik          | Stadion Pirota                | 3,200  |
| Velež Mostar           | Mostar           | Stadion Vrapčići              | 5,294  |
| Vitez                  | Vitez            | Gradski Stadion, Vitez2       | 3,000  |
| Željezničar            | Sarajevo         | Stadion Grbavica              | 16,100 |
| Zrinjski Mostar        | Mostar           | Bijeli Brijeg                 | 20,000 |
| Zvijezda               | Gradačac         | Banja Ilidža                  | 5,000  |

## Tabla de posiciones
| Pos. | Equipo                 | Pts. | PJ | G  | E  | P  | GF | GC | Dif. | Clasificación y descenso 2015-16      |
| ---- | ---------------------- | ---- | -- | -- | -- | -- | -- | -- | ---- | ------------------------------------- |
| 1    | Sarajevo (C)           | 66   | 30 | 19 | 9  | 2  | 55 | 17 | +38  | Segunda ronda de la Liga de Campeones |
| 2    | Željezničar            | 63   | 30 | 18 | 9  | 3  | 52 | 22 | +30  | Primera ronda de la Liga Europa       |
| 3    | Zrinjski Mostar        | 59   | 30 | 16 | 11 | 3  | 41 | 13 | +28  | Primera ronda de la Liga Europa       |
| 4    | Široki Brijeg          | 56   | 30 | 15 | 11 | 4  | 46 | 23 | +23  |                                       |
| 5    | Borac                  | 49   | 30 | 14 | 7  | 9  | 26 | 26 | 0    |                                       |
| 6    | Olimpik Sarajevo       | 46   | 30 | 13 | 7  | 10 | 39 | 34 | +5   | Primera ronda de la Liga Europa       |
| 7    | Cellik Zenica          | 41   | 30 | 10 | 11 | 9  | 34 | 35 | −1   |                                       |
| 8    | Sloboda Tuzla          | 40   | 30 | 11 | 7  | 12 | 33 | 28 | +5   |                                       |
| 9    | Velež Mostar           | 38   | 30 | 10 | 8  | 12 | 32 | 33 | −1   |                                       |
| 10   | Radnik Bijeljina       | 31   | 30 | 7  | 10 | 13 | 29 | 27 | +2   |                                       |
| 11   | Travnik                | 31   | 30 | 8  | 7  | 15 | 22 | 42 | −20  |                                       |
| 12   | Slavija Sarajevo       | 28   | 30 | 7  | 7  | 16 | 30 | 44 | −14  |                                       |
| 13   | Drina Zvornik          | 27   | 30 | 6  | 9  | 15 | 26 | 40 | −14  |                                       |
| 14   | Vitez                  | 26   | 30 | 7  | 5  | 18 | 21 | 43 | −22  |                                       |
| 15   | Mladost Velika Obarska | 26   | 30 | 6  | 8  | 16 | 18 | 44 | −26  | Descenso a Prva Liga RS 2015-16       |
| 16   | Zvijezda               | 25   | 30 | 5  | 10 | 15 | 30 | 53 | −23  | Descenso a Prva Liga FBiH 2015-16     |

Actualizado a los partidos jugados el 30 de mayo de 2015.
 Fuente: Soccerway
Notas:
1. ↑  Tras ganar la Copa de Bosnia y Herzegovina el Olimpik Sarajevo recibe un cupo para la Primera ronda de la Liga Europea 2015-16.

## Resultados
| Local \ Visitante      | BOR | CEL | DRI | MLA | OLI | RAD | SAR | SIR | SLA | SLO | TRA | VEL | VIT | ZEL | ZRI | ZVI |
| ---------------------- | --- | --- | --- | --- | --- | --- | --- | --- | --- | --- | --- | --- | --- | --- | --- | --- |
| Borac                  | —   | 1–0 | 2–1 | 2–0 | 0–1 | 1–1 | 1–3 | 1–1 | 2–0 | 1–0 | 1–0 | 2–1 | 2–1 | 1–0 | 1–0 | 1–0 |
| Cellik Zenica          | 1–1 | —   | 0–1 | 1–0 | 0–1 | 2–1 | 1–1 | 5–3 | 3–2 | 2–2 | 1–0 | 1–1 | 0–0 | 1–1 | 0–0 | 1–1 |
| Drina Zvornik          | 0–0 | 0–1 | —   | 0–2 | 3–0 | 1–0 | 0–0 | 1–1 | 0–0 | 0–0 | 3–0 | 3–1 | 0–0 | 1–2 | 1–2 | 1–1 |
| Mladost Velika Obarska | 2–0 | 1–2 | 0–2 | —   | 0–0 | 1–1 | 1–1 | 0–2 | 2–1 | 1–0 | 2–1 | 0–0 | 1–0 | 0–3 | 0–2 | 1–1 |
| Olimpik Sarajevo       | 4–1 | 1–2 | 5–2 | 3–0 | —   | 0–3 | 0–1 | 0–0 | 1–0 | 1–0 | 3–0 | 1–0 | 2–0 | 0–3 | 0–1 | 3–0 |
| Radnik Bijeljina       | 0–1 | 2–2 | 1–0 | 3–1 | 2–2 | —   | 0–2 | 1–2 | 0–0 | 2–0 | 1–1 | 1–0 | 2–0 | 1–3 | 0–0 | 0–1 |
| Sarajevo               | 0–0 | 1–1 | 2–0 | 4–0 | 4–2 | 5–0 | —   | 1–0 | 3–0 | 3–1 | 2–2 | 1–1 | 1–0 | 0–0 | 1–0 | 3–0 |
| Široki Brijeg          | 0–0 | 7–2 | 3–1 | 2–0 | 1–1 | 2–0 | 1–0 | —   | 2–0 | 1–0 | 2–0 | 2–0 | 2–1 | 0–0 | 1–1 | 4–2 |
| Slavija Sarajevo       | 0–1 | 0–1 | 6–1 | 0–0 | 1–3 | 0–4 | 2–3 | 1–1 | —   | 2–1 | 1–0 | 1–1 | 1–0 | 1–1 | 0–0 | 2–1 |
| Sloboda Tuzla          | 2–0 | 1–0 | 2–0 | 3–2 | 2–1 | 1–1 | 0–2 | 0–1 | 4–0 | —   | 4–0 | 1–1 | 1–0 | 1–2 | 1–0 | 0–0 |
| Travnik                | 1–2 | 1–0 | 2–2 | 1–0 | 0–0 | 1–0 | 0–2 | 2–1 | 2–0 | 0–3 | —   | 2–1 | 2–0 | 0–0 | 1–3 | 2–0 |
| Velež Mostar           | 1–0 | 1–0 | 1–0 | 0–0 | 1–1 | 3–0 | 2–0 | 1–0 | 2–0 | 0–1 | 2–1 | —   | 4–0 | 0–3 | 1–1 | 3–2 |
| Vitez                  | 1–1 | 1–0 | 1–0 | 2–0 | 0–1 | 1–0 | 0–3 | 1–3 | 0–5 | 3–1 | 0–0 | 3–1 | —   | 1–4 | 0–1 | 3–0 |
| Željezničar            | 1–0 | 2–1 | 2–0 | 4–0 | 3–0 | 1–1 | 1–2 | 1–1 | 2–1 | 1–1 | 1–0 | 1–0 | 2–1 | —   | 0–2 | 5–3 |
| Zrinjski Mostar        | 2–0 | 1–1 | 1–1 | 0–0 | 2–0 | 2–0 | 1–1 | 0–0 | 2–0 | 1–0 | 5–0 | 2–0 | 2–0 | 1–1 | —   | 3–0 |
| Zvijezda               | 2–0 | 0–2 | 2–1 | 3–1 | 2–2 | 1–1 | 0–3 | 0–0 | 1–3 | 0–0 | 0–0 | 3–2 | 1–1 | 1–2 | 2–3 | —   |

## Goleadores
Detalle con los máximos goleadores de la Premijer Liga, de acuerdo con los datos oficiales de la Federación de Fútbol de Bosnia y Herzegovina.
- Datos según la página oficial de la competición.

| Pos. | Jugador         | Club             | Goles |
| ---- | --------------- | ---------------- | ----- |
| 1    | Riad Bajić      | Željezničar      | 15    |
| 2    | Stevo Nikolić   | Zrinjski Mostar  | 14    |
| 3    | Wagner          | Široki Brijeg    | 13    |
| 4    | Krste Velkoski  | Sarajevo         | 11    |
| 5    | Jovica Stokić   | Borac            | 10    |
| 6    | Leon Benko      | Sarajevo         | 9     |
| 6    | Miloš Filipović | Drina Zvornik    | 9     |
| 6    | Bojan Puzigaća  | Sarajevo         | 9     |
| 6    | Uroš Stojanov   | Zvijezda         | 9     |
| 10   | Zoran Kokot     | Slavija Sarajevo | 8     |